# Briton Ferry
Briton Ferry (in gallese: Llansawel) è una cittadina della costa sud-orientale del Galles, facente parte del distretto di Neath Port Talbot (contea tradizionale: West Glamorgan) e situata lungo l'estuario sulla Baia di Swansea del fiume Neath.

## Geografia fisica

### Collocazione
Briton Ferry si trova a circa metà strada tra Swansea e Port Talbot (rispettivamente ad est della prima e a nord/nord-ovest della seconda), a circa 3 km a sud di Neath.

### Suddivisione amministrativa
- Briton Ferry East
- Briton Ferry West

## Luoghi d'interesse
Tra i luoghi d'intesse figurano le Foreste di Briton Ferry (Briton Ferry Woods): originatasi nell'Età del Ferro, è una delle più antiche aree boscose della Gran Bretagna.
Altro luogo d'interesse è la chiesa parrocchiale di Llansawel.

## Sport
- Briton Ferry RFC, squadra di rugby[5].
- Briton Ferry Llansawel Athletic Football Club, squadra di calcio, nata nel 2009 dalla fusione tra Briton Ferry Athletic Football Club e Llansawel Football Club[6].